# Kumho Tire Women's Open
Het Kumho Tire Women's Open is een jaarlijks golftoernooi voor vrouwen in China, dat deel uitmaakt van de China LPGA Tour en de LPGA of Korea Tour. Het werd opgericht in 2013 en vindt sindsdien telkens plaats op de Point Golf & Resort in Weihai.
Het wordt gespeeld in een strokeplay-formule van drie ronden (54-holes).

## Winnaressen
| Jaar | Winnares    | Score | Score | Info |
| ---- | ----------- | ----- | ----- | ---- |
| 2013 | Dana Kim    | 208   | –8    |      |
| 2014 | Kim Hyo-joo | 203   | –13   |      |

| Toernooirecord |  | po = winnares na play-off |

 Lotte Mart Women's Open ·
 Nexen Saint Nine Masters ·
 Edaily Ladies Open ·
 Woori Ladies Championship ·
 Doosan Match Play Championship ·
 E1 Charity Open ·
 Lotte Cantata Women's Open ·
 S-OIL Champions Invitational ·
 Korea Women's Open ·
 Kumho Tire Women's Open ·
 Jeju Samdasoo Masters ·
 Hanwha Finance Classic ·
 KyoChon Honey Ladies Open ·
 Nefs Masterpiece ·
 MBN Women's Open ·
 Charity High1 Resort Open ·
 YTN-Volvik Women's Open ·
 KLPGA Championship ·
 Daewoo Classic ·
 Pak Se-ri Invitational ·
 Hite Championship ·
 LPGA KEB-HanaBank Championship ·
 KB Star Championship ·
 Seoul Ladies Classic ·
 ADT CAPS Championship ·
 Chosun Ilbo Championship ·
 China Women's Open